# シンガポール赤十字社
シンガポール赤十字社（Singapore Red Cross Society 略称はSRC）とは、シンガポールにおける赤十字団体である。国際赤十字組織に参加しており、人道主義的支援を行っている。
シンガポール赤十字社の活動目標は「人間の困苦を軽減し、緊急事態に対応して人間の命と尊厳を守る」ことを活動目標としている。そして、災害対策時の役割の強化及び地域のニーズに対応する既存のサービスの質を高め、国際的な活動における人的貢献を奨励し、職員やボランティアの養成を重点課題としている。

## 法的基盤
シンガポール赤十字社は1949年に英国赤十字社の支部として設立された。1965年英国からの独立に伴いシンガポール赤十字社となり、1973年に法律で承認された。

## 事業

### 災害救護・対策
シンガポール赤十字社は緊急時や災害時には救急法と救急車支援サービスの分野で熟練した職員、ボランティアを提供し、政府当局の補助的役割を担っている。

### 救急法
赤十字の訓練センターは個人や様々なグループを対象に、一般および上級者レベルの救急法コースを提供している。保健相はシンガポール赤十字社に全国救急協議会の事務局として任命している。この協議会は救急法を一般的に普及し、2020年までに一世帯につき1人の人間に救急法の訓練をすることを目的としている。

### 血液事業
国の血液事業計画におけるシンガポール赤十字社の役割は、献血者の募集と確保及び献血の重要性を世間に喚起することである。この役割は同分野におけるシンガポール輸血サービスとの協力において機能している。

### 社会福祉事業
シンガポール赤十字社は、シンガポールの重度身体障害者のための唯一のホームである、身体障害者のための“赤十字の家”を経営しており、身体障害者が経済的に自立できるよう住居と交通手段などの支援を行っている。

### 青少年赤十字事業
9歳から16歳までの6,000人のユース・メンバーが国際交流、救急法、福祉事業、募金活動などに参加している。

### 国際活動
シンガポール赤十字社は、小さな組織であるため財源や能力には限界があるが、積極的に国際活動に取り組み、連盟の一員として欠かせない役割を担っている。また、東アジア地域における各赤十字社と二国間の支援事業も展開している。

## 関連事項
- 赤十字社
- 国際赤十字赤新月社連盟
- 赤十字国際委員会